# Novoselivka, Kozelșciîna
Novoselivka (în ucraineană Новоселівка) este un sat în comuna Breusivka din raionul Kozelșciîna, regiunea Poltava, Ucraina.

## Demografie
Componența lingvistică a localității Novoselivka
     Ucraineană (95,96%)
     Rusă (4,04%)
Conform recensământului din 2001, majoritatea populației localității Novoselivka era vorbitoare de ucraineană (95,96%), existând în minoritate și vorbitori de rusă (4,04%).